# Katedrala sv. Izaka
Katedrala sv. Izaka je raskošna katedrala u Sankt Peterburgu u Rusiji. Najveća je u gradu.
Na mjestu današnje katedrale, bila je mala drvena crkva posvećena sv. Izaku Dalmatskom. Zamijenila ju je kamena crkva, koja nije bila u dobrom stanju sredinom 18. stoljeća. Konačno, u ranom 19. stoljeću, ruski car Aleksandar I. odlučio je, da se podigne nova katedrala. Ugledni arhitekti javili su se na natječaj. Izabran je mladi francuski arhitekt Auguste Montferrand. Radovi su trajali od 1818. do 1858. Bila je dugotrajan megaprojekt.
Za uređenje katedrale koristilo se 43 vrste materijala. Kupola je obložena granitom, a unutarnji zidovi i podovi su od mramora. Za pozlaćenje kupole, koristilo se oko 100 kg zlata. Katedralu krasi oko 400 skulptura, slika i mozaika. Ima kapacitet primiti 14 000 ljudi.
Od 1931., katedrala je muzej. Moguće je popeti se na bazu kupole, odakle se pruža odličan pogled na Sankt Peterburg.

## Galerija
- Vasilij Ivanovič Surikov: Katedrala i brončani konjanik
- Unutrašnjost
- Nacrt katedrale
- Pogled s katedrale